# Ławoczne (gmina)
Ławoczne – dawna gmina wiejska w powiecie stryjskim województwa stanisławowskiego II Rzeczypospolitej. Siedzibą gminy było Ławoczne.
Gminę utworzono 1 sierpnia 1934 r. w ramach reformy na podstawie ustawy scaleniowej z dotychczasowych gmin wiejskich: Chaszczowanie, Hutar, Jelenkowate, Kalne, Ławoczne, Oporzec, Tarnawka, Wołosianka, Wyżłów i Zupanie.
Po II wojnie światowej obszar gminy znalazł się w ZSRR.